# Сонг Те-Нам
Сонг Те-Нам (Јонин, 5. април 1979) је бивши јужнокорејски џудиста и олимпијски победник. На Светским војим играма 2003. освојио је златну медаљу. Професионално џудом почиње да се бави од 2004. У одлучујућем мечу на корејским квалификацијама изгубио је од Ким Ђе-Бума и није успео да се квалификује за Пекинг 2008. Шест месеци пре почетка игара у Лондону Сонг се налази на 25. месту на светској ранг листи. У мају је напредовао до 17. места и успео да се квалификује за олимпијске игре где је постављен за једанаестог носиоца. Као изненађење пласирао се у финале игара у Лондону где је победио десет година млађег Кубанца Аслеја Гонзалеса. Постао је настарији олимпијски првак са 33 године. Након игара у Лондону завршио је каријеру и постао успешан тренер.